# Geulle
Geulle (Limburgs: Gäöl) is een plaats in het zuiden van de Nederlandse provincie Limburg. Tot 1982 lag Geulle in de gelijknamige gemeente  Geulle. Sinds de gemeentelijke herindeling behoort het tot de nieuw gevormde gemeente Meerssen.
De plaatsnaam is afgeleid van de rivier de Geul. Deze mondde in het verleden bij de oude dorpskern, Geulle aan de Maas (ook wel aangeduid als 'Aan de Maas' en/of 'Geulle-Dorp') uit in de Maas. De monding ligt inmiddels een aantal kilometer zuidelijker, bij het gehuchtje Voulwames, dat bij Bunde hoort. Bij Geulle mondt wel de Oude Broekgraaf uit in de Maas, een beek die gevoed wordt door de Molenbeek, de Zandbeek en de Verlegde Broekgraaf.
De plaats is ontstaan door de samenvoeging van een aantal gehuchten in het gebied tussen Bunde en Elsloo. Deze plaatsjes liggen langs de oostelijke rand van de Maasvallei, zowel beneden in het dal als boven op het plateau. Geulle wordt verdeeld in drie kernen, de oude dorpskern Geulle aan de Maas, Geulle-Beneden en Geulle-Boven.
In Geulle aan de Maas staan de eeuwenoude parochiekerk Sint Martinus en het voormalige gemeentehuis. In de nabijheid van de Sint Martinuskerk ligt Kasteel Geulle, een restant van het in 1847 afgebroken en geheel gesloopte slot van de heren van Hoen. Het witgepleisterde kasteel is volledig omgracht. Het Julianakanaal vormt sinds de jaren twintig van de 20e eeuw de scheiding met de rest van de gemeente. Een stalen boogbrug over het kanaal verbindt Geulle aan de Maas met de rest van de plaats.
De dorpskom van Geulle-Beneden is ontstaan vanuit de voormalige buurtschap Hulsen, waar ook het treinstation Geulle van de spoorlijn Maastricht - Venlo lag, dat in 1938 werd opgeheven en in 1944 gesloopt is. Net ten oosten van het dorp staat de watermolen Molen van Hulsen of Onderste Molen. Geulle-Beneden omvat verder het gehucht Brommelen en de buurtschappen Oostbroek, Westbroek en Broekhoven.
Op het plateau boven het dal van de Maas ligt Geulle-Boven, dat bestaat uit de buurtschappen Hussenberg, Snijdersberg en Stommeveld. Tussen Geulle-Boven en Geulle-Beneden ligt het Bunderbos, een langgerekt hellingbos dat ervoor zorgt dat de beide gedeelten duidelijk van elkaar te onderscheiden zijn. In 1953 werd in Geulle-Boven een nieuwe parochie gesticht, de parochie van het Onbevlekt Hart van Maria. Dit leidde tot de bouw van een nieuwe kerk tussen Geulle en Moorveld (Waalsen). Bij de kerk ontstond een kleine nieuwbouwwijk, die deel uitmaakt van Moorveld.
Er is een voor Nederlandse begrippen een flink hoogteverschil tussen Geulle-boven (108 m) en Geulle-beneden (40 m). Geulle-Boven telde in 2005 circa 1020 inwoners, Geulle-Beneden circa 1320 en Geulle aan de Maas circa 220.
Geulle is landelijk met name bekend als plaats waar herhaaldelijk nationale wielerwedstrijden plaatsvonden of arriveerden. Hiervoor worden vooral de twee hellingen tussen Geulle-Beneden en Geulle-Boven gebruikt, de Slingerberg en de Snijdersberg. Daarnaast werd er sinds 2006 t/m 2016 het muziek- en crossfestival de Knastercross gehouden.

## Geschiedenis
Geulle ontstond in de Middeleeuwen nabij de plaats waar de Geul in de Maas uitmondde. In 1375 werd Geulle onderdeel van het Land van Valkenburg. In 1485 kwam de monding van de Geul ruim een kilometer zuidelijker te liggen, nabij de buurtschap Voulwames. De aanleg van het Julianakanaal (1931-1934) sneed het laaggelegen deel van Geulle (Geulle aan de Maas) af van het hoger gelegen gedeelte. Beide delen zijn door een brug met elkaar verbonden.

## Bezienswaardigheden
- De Sint-Martinuskerk in Geulle aan de Maas
- De Onbevlekt Hart van Mariakerk in Moorveld
- De Molen van Hulsen, een watermolen
- Kasteel Geulle in Geulle aan de Maas

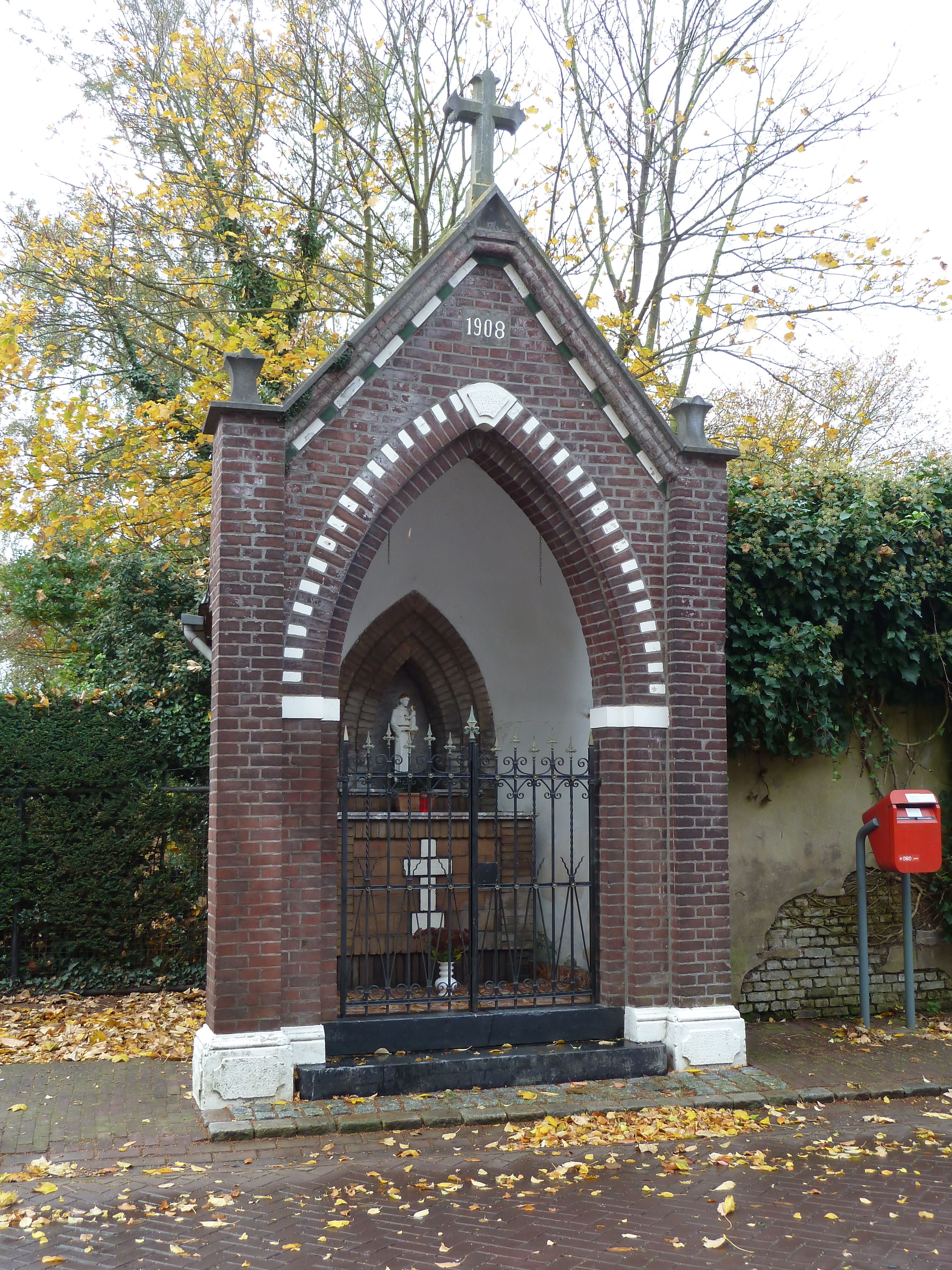
Sint-Antoniuskapel, wegkapel, van 1908, aan het Kerkplein te Geulle aan de Maas
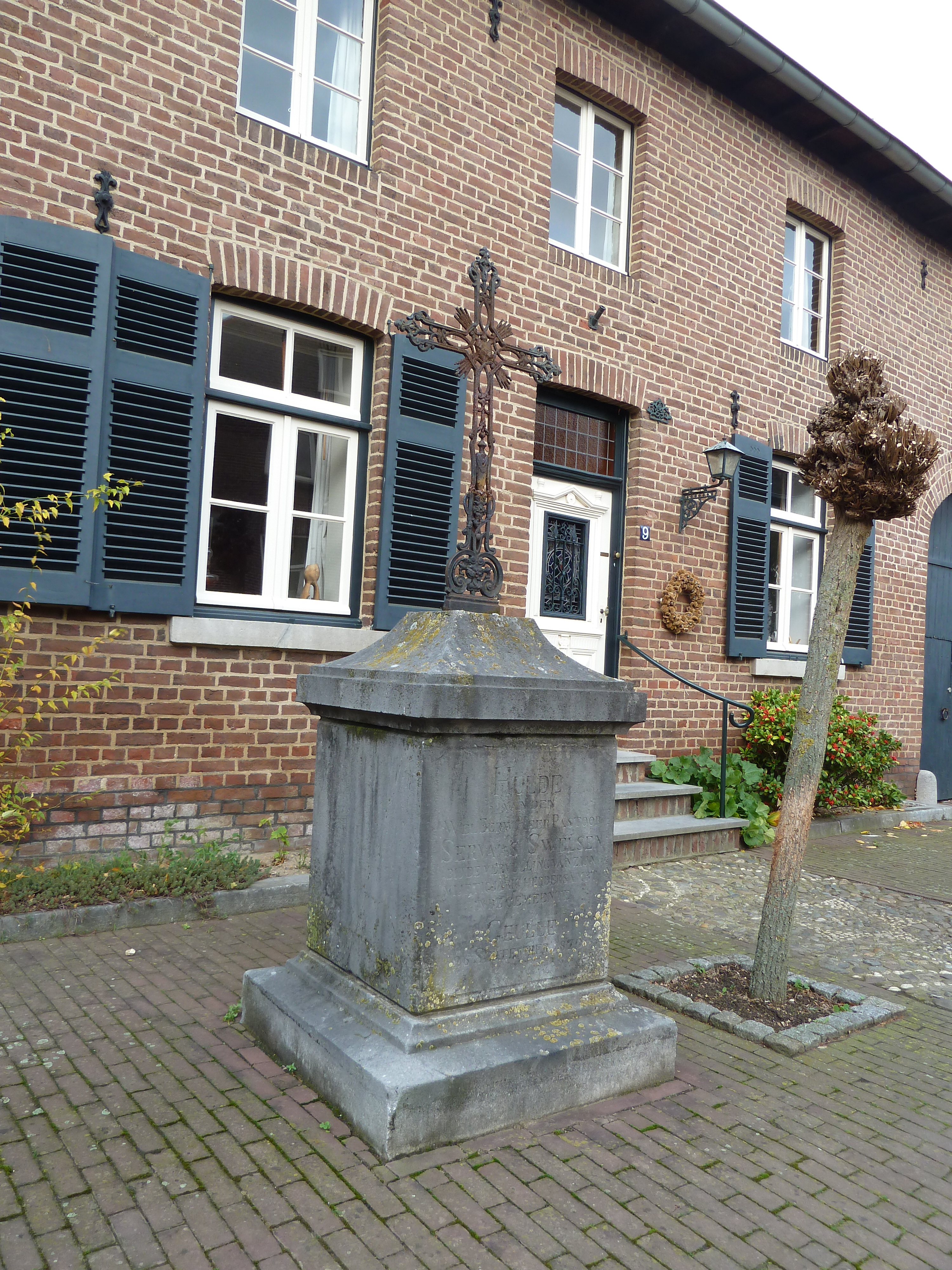
Kruis op Kerkplein
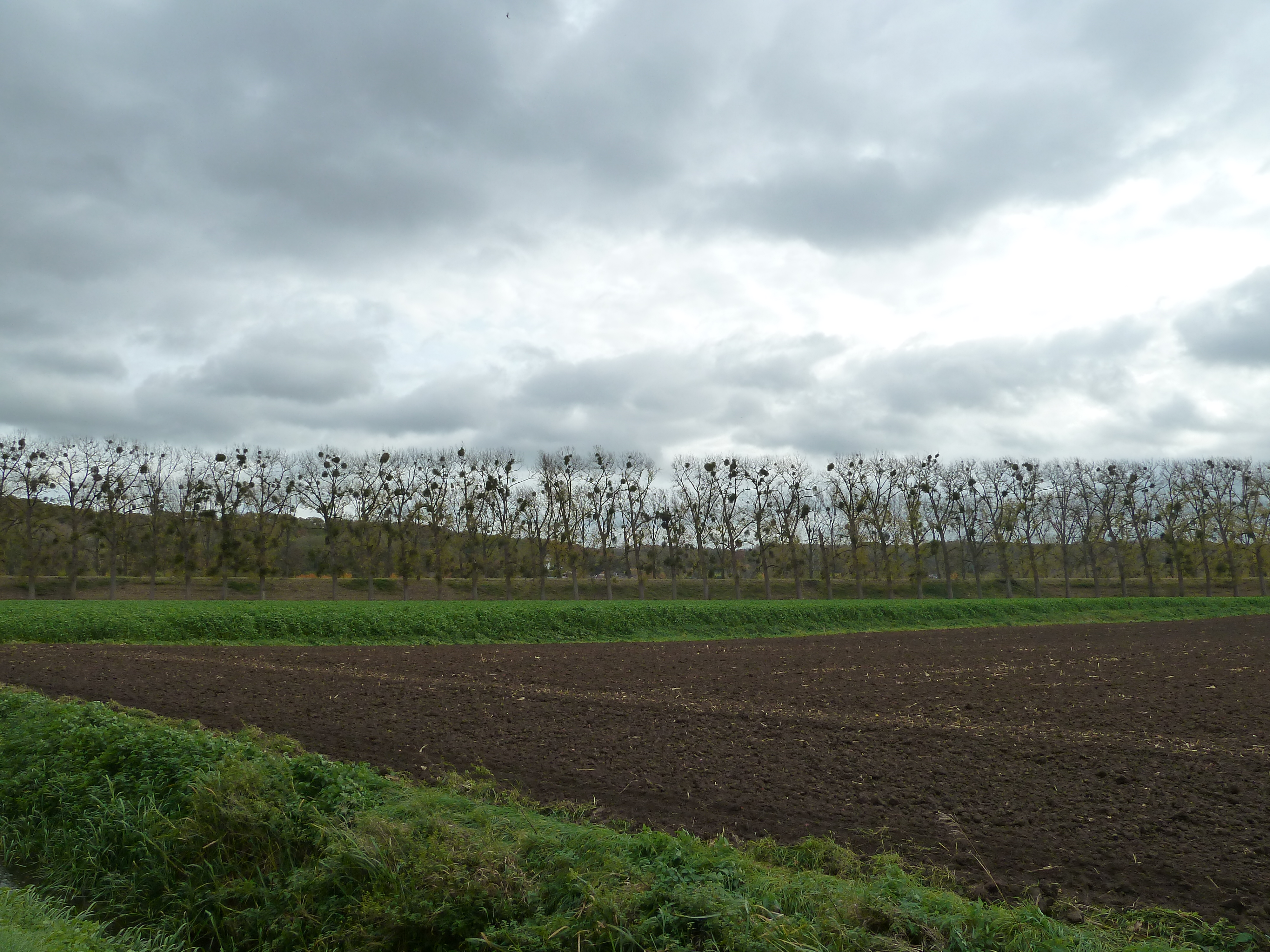
Zicht vanuit Geulle op het Julianakanaal en de daarachter oprijzende heuvels
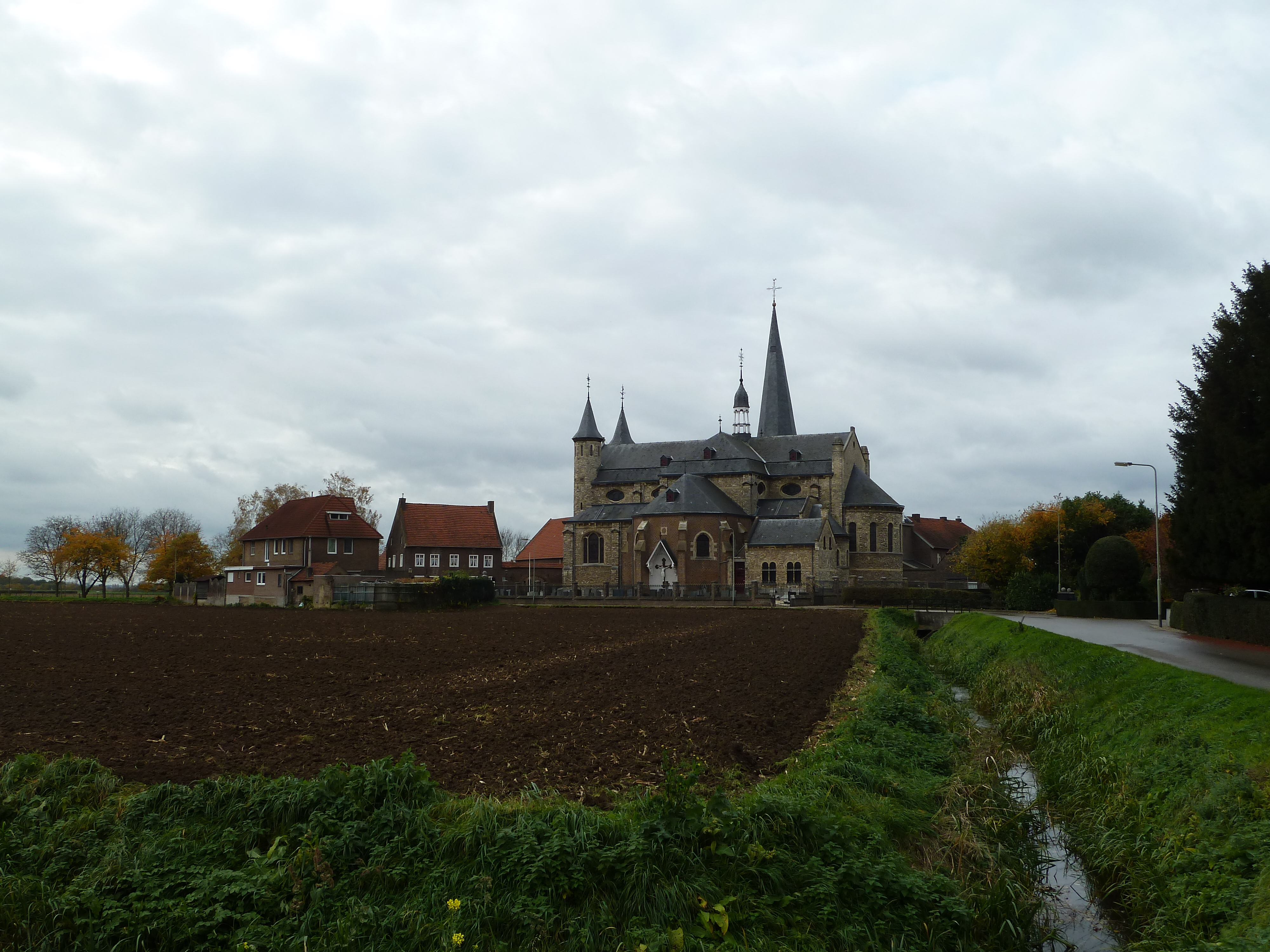
Zicht op Geulle-dorp met de kerk
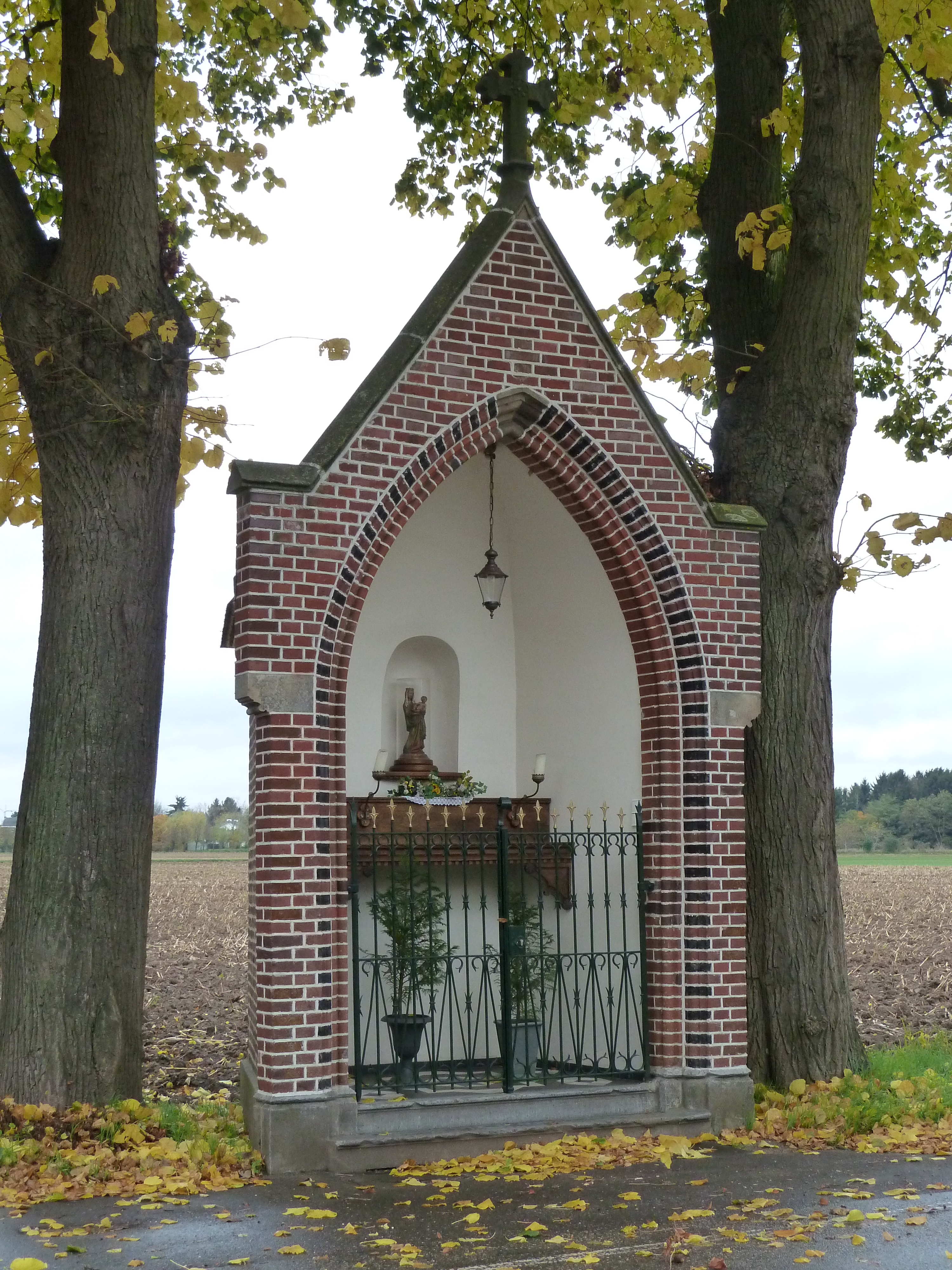
Mariakapel van 1889, wegkapel, aan de Gank te Geulle aan de Maas
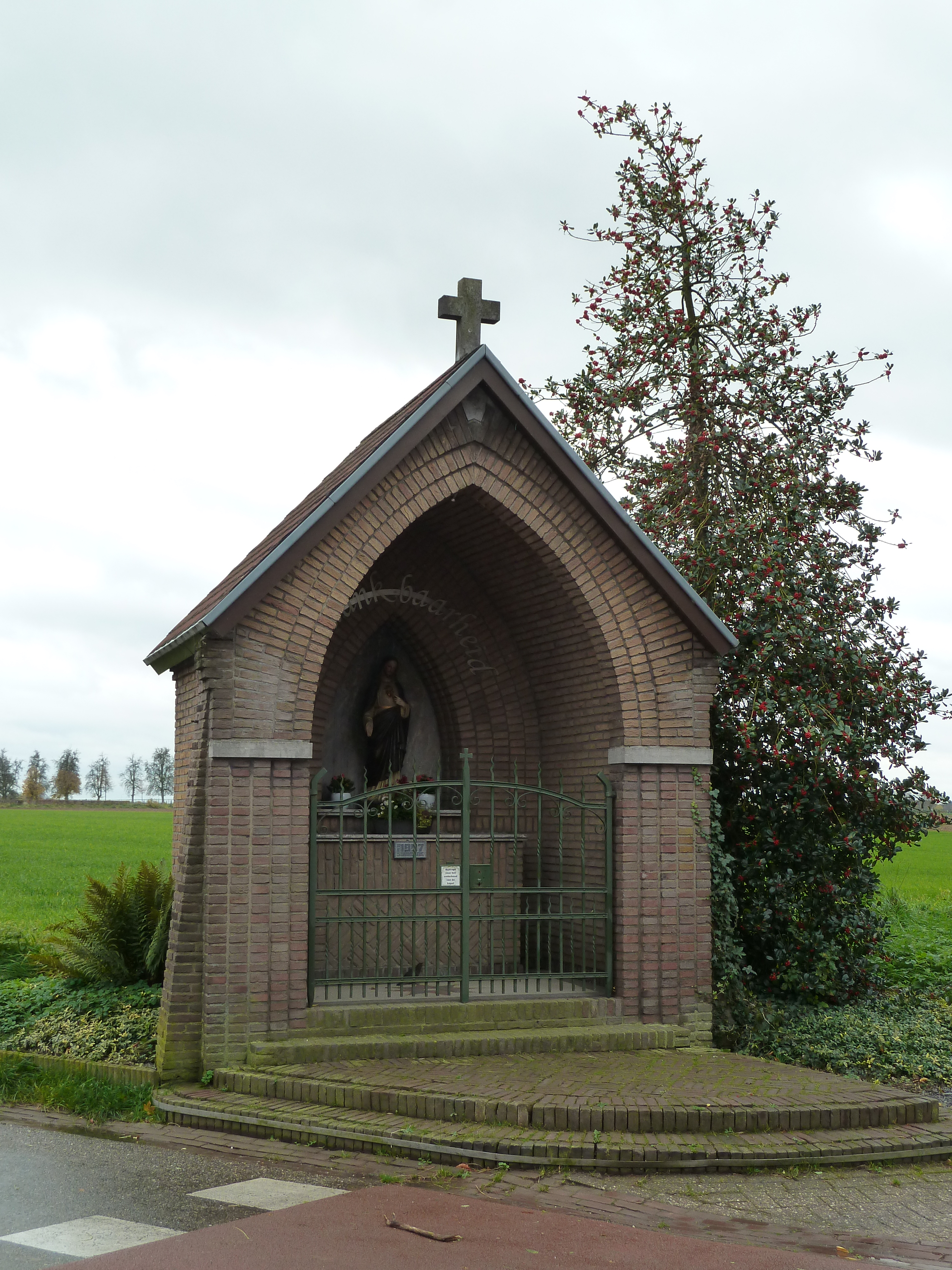
Mariakapel van 1960, wegkapel, aan de Hussenbergstraat te Hussenberg
- Heilig-Hartkapel in Moorveld

Zie ook
- Lijst van rijksmonumenten in Geulle
- Lijst van gemeentelijke monumenten in Geulle

## Natuur en landschap
Het laaggelegen dorpsdeel, Geulle aan de Maas, ligt tussen Maas en Julianakanaal op een hoogte van ongeveer 41 meter. Het hoger gelegen deel ligt tegen de steilrand van het Centraal Plateau aan en helt naar de spoorlijn geleidelijk naar een hoogte van 60 meter. De spoorlijn ligt hoger en is ondertunneld. Op de steilrand ligt het Bunderbos, een hellingbos. Nog hoger, op het plateau, liggen de buurtschappen Snijdersberg, Hussenberg, Moorveld en Stommeveld op een hoogte van omstreeks 105 meter. Dit gebied wordt naar het oosten toe begrensd door de Rijksweg 2 en Maastricht Aachen Airport.
In het hellingbos bij Geulle ontspringen meerdere beken, waaronder van noord naar zuid de Zandbeek, Renbeek, Molenbeek, Snijdersbeek, Stommebeek, Waalsebeek, Heiligenbeek, Bosbeek, Leukderbeek, Berghorstbeek, Verlegde Broekgraaf en de Stalebeek. Al deze beken vloeien samen om uiteindelijk als Oude Broekgraaf uit te monden in de Maas.
Door Geulle loopt in de bodem de Geullebreuk.

## Bekende ingezetenen
- Theo Engelen (*Geulle, 1950), kinderboekenschrijver
- Marie Koenen (†1959), schrijfster
- Felix Rutten (†1971), schrijver
- Jo van der Mey (*Delfshaven, 1878, †Geulle, 1949), architect, een van de voormannen van de Amsterdamse School
- Pablo van de Poel (Heerlen 1991), zanger/gitarist/componist #DeWolff, Dutch Rockband Est. 2008

## Nabijgelegen kernen
Elsloo, Beek, Bunde, Uikhoven (aan de overzijde van de Maas, niet rechtstreeks bereikbaar; in de zomermaanden is er een voetveer).